# Becky McDonald
Rebecca "Becky" Granger (apellido de soltera: Granger, previamente: McDonald) es un personaje ficticio de la serie de televisión británica Coronation Street, interpretada por la actriz Katherine Kelly desde el 5 de febrero de 2006, hasta el 23 de enero de 2012. En el 2011 se anunció que Katherine dejaría la serie a principios del 2012.

## Antecedentes
Rebeca vivió con su abusiva y drogadicta madre hasta los siete años después de que esta la abandonara. Becky tuvo que cuuidarse solo hasta que servicios sociales la encontró, durante el paso del tiempo vivió con varias familias, sin ninguna estaba dispuesta a adoptarla debido a su lado salvaje. Tampoco la pasó bien en las escuelas ya que fue expulsada de varias debido a su comportamiento.

## Biografía
Becky llegó por primera vez a la calle Coronation en el 2006 como la amiga de Kelly Crabtree, sin embargo a su llegada las cosas empeoraron cuando Becky besa al novio de Kelly, Lloyd Mullaney y después roba en la fábrica Underworld y culpa a Kelly. Después de lo sucedido Becky se fue durante unos meses sin embargo regresó más tarde cuando conoció a Hayley Cropper, quien se encontraba enseñándoles a ex-delincuentes clases de alfabetización. Becky le prometió a Hayley que mejoraría su conducta y esta le ofreció un trabajo en el café propiedad de Hayley y de Roy. Sin embargo pronto Becky rompe su promesa y comienza a amenazar a clientes y a robar dinero de la caja registradora. 
Las cosas empeoran cuando Neil "Slug" Ackroyd, un antiguo novio llegó a Weatherfield y destruyen el Mirros Minor, el nuevo coche de los Cropper, esto ocasiona que Becky pierda la confianza de Hayley y Roy y sea despedida. Becky intenta disculparse con ambos, pero Hayley la rechaza. Cuando el café se incendia y Becky es rescatada de él los Cropper asumen que ella fue la responsable, sin embargo cuando Hayley descubre que el incendio fue ocasionado por una falla eléctrica se disculpa con Becky, las dos reanudan su amistad y Becky regresa a trabajar al Rolls Roy.
Pronto comienza a salir con el constructor Jason Grimshaw, sin embargo después de varios meses lo engala con Steve McDonald. Jason y Becky se mudan juntos pero cuando la exesposa de Jason, Sarah-Louise Platt revela que está considerando regresar a Weatherfield, Jason deja a Becky en un intento por reconciliarse con Sarah.
Poco después Becky ataca a Jason en el Rovers Return, las cosas empeoran cuando Becky le roba a una joven su bolsa, muestra sus pechos en público, destroza la ventada de la agencia de viajes y un coche de policía. Cuando la policía arresta a Becky y la lleva a la estación para ser interrogada se encuentra con el oficial Hooch, un adversario de su pasado. Mientras es interrogada Becky afirma haber pasado toda la noche con Steve, más tarde ese día Becky amenaza a Steve con decirle a su novia, Michelle Connor acerca de la noche en que se acostaron si él no le da una coartada.
Poco después Becky le dice a Steve que cuando tenía 15 años Hooch la arrestó por robar e intentó abusar de ella, sin embargo aunque Becky presentó su denuncia no pasó nada y desde entonces Hooch había estado intentando vengarse de ella. Durante el juicio Steve comienza a enamorarse de Becky y pronto ambos comienzan una aventura, Steve le promete a Becky que dajará a Michelle, sin embargo más tarde Becky regresa con Jason y se comprometen, sin embargo cambia de parecer cuando Steve le propone matrimonio y acepta, finalmente Becky decide romper con Jason y se muda con Steve. Las cosas no mejoran cuando a Amy Barlow, la hija de Steve no le cae bien Becky, por lo que Becky decide poner su boda en espera su boda, sin embargo Steve logra que Becky escoja una fecha.
El día de la boda Becky queda tan borracha que el sacerdote decide no oficiar la ceremonia, al día siguiente Becky se despierta y cree que está casada sin embargo Michelle le revela que no es así. Ambos deciden planear otra ceremonia.
Poco después Slug reaparece y convence a Becky de que ha cambiado y ella decide reanudar su amistad, sin embargo en realidad está trabajando bajo las órdenes de Hooch. El día de la boda Slug esconde varias bolsas de droga en el bolso de Becky, durante la recepción la policía interrumpe y arresta a Becky por posesión. Al inicio Steve cree que Becky es culpable, sin embargo se da cuenta de que es inocente cuando confronta a Hooch y este le revela la verdad. Steve decide contratar a los mejores abogados, sin embargo poco después Hooch decide retirar los cargos en contra de Becky.
Las cosas mejoran cuando en enero del 2010 Becky le revela a Steve que está embarazada, sin embargo sufre un aborto, más tarde en abril del mismo año Becky va al hospital por dolores de estómago y ahí se entera de que estaba embarazada y que había sufrido otro aborto, el médico le dice que descubrió una posible anormalidad en su vientre lo que la hacía incapaz de tener hijos, por lo que Steve y Becky deciden adoptar. Las cosas empeoran cuando la ex de Steve y madre de Amy, Tracy Barlow regresa, poco después Tracy ataca a Becky durante el funeral de Blanche Hunt, cuando esta cree que Becky quiere quitarle a Amy. Después de meses intentando recibir la aprobación para adoptar a un niño, la espera se ve interrumpida en agosto cuando el panel de adopción rechaza su solicitud.
Becky enfurece cuando descubre qu su media hermana Kylie Turner habló mal de ella lo cual ocasionó que su solicitud fuera rechazada. Becky ataca a Kylie por sus acciones sin embargo las dos hermanas se reconcilian, Kylie se muda con Steve y Becky y Becky decide ayudar a su hermana con la custodia de su pequeño hijo, Max Turner.
Con el paso del tiempo Becky se vuelve muy apegada a su sobrino y cuando se da cuenta de que su hermana sigue siendo una irresponsable Becky asume el papel de la madre de Max. Becky sufre un duro golpe cuando Kylie regresa a Weatherfield y anuncia sus planes fr mudarse a Chipre con Max y su nuevo novio. Becky destrozada le suplica que reconsidere su decisión por lo que Kylie les ofrece dejarles a Max si le dan 20,000 libras, así que ellos aceptan.
El día del accidente en tranvía Kylie regresa y les exige más dinero, por lo que Becky decide robar 5, 000 libras de la tienda de Dev Alaham. Becky se reúne con Kylie y le entrega el dinero. Cuando Tracy es liberada de prisión las dos comienzan un nuevo enfrentamiento, poco después Tracy se entera del arreglo entre Kylie y Becky sin embargo decide quedarse callada si Becky la deja estar con su hija, Amy. Más tarde cuando Tracy es atacada y herida gravemente las sospechas caen en Becky y es arrestada hasta que Claire Peacock revela que ella fue la responsable del ataque.
Poco después Becky le revela a Sunita Alahan, que ella le rebó el dinero a su esposo, Sunita se molesta sin embargo decide no informarle a la policía. Sin embargo cuando Liz McDoland, la madre de Steve se entera decide hacerle a Becky la vida imposible. Becky termina emborrachándose y ataca de nuevo a Kylie, lo cual ocasiona que Liz decida irse del pub. Jim McDonald decide comprar el Rovers Return, por lo que Steve y Becky deciden iniciar una nueva vida juntos en el extranjero con el dinero que recibirían. Steve y Becky intentan llevarse a Amy con ellos, sin embargo cuando Jim intenta robar un banco y las cosas no salen bien ambos se ven obligados a cancelar sus planes. 
En mayo del 2011 Steve llama a servicios sociales para contarles la verdad acerca de Max y así lograr que Tracy no los siga amenazando, sin embargo el plan sale mal y servicios sociales decide llevarse a Max. Becky queda devastada y jura vengarse de ellos. Al inicio cree que Tracy fue la responsable de que se llevaran a Max, por lo que tiene otro de sus ataques violentos, toma un martillo y destruye la casa de Tracy e intenta golpearla. Steve admite que él fue el responsable de que Servicios Sociales fuera, lo que deja destrozada a Becky, quien decide ignorarlo y escupirle antes de irse. Al día siguiente Sylvia Goodwin se acerca a Steve y le dice que Becky está en el café y que se la pasó bebiendo la noche anterior, Steve va a buscarla pero ella continúa ignorándolo. La pareja se divorcia y más tarde Steve se casa con Tracy Barlow, después de que esta lo engañara haciedóle creer que los bebés que esperaba con él habían muerto después de que Becky la empujara de las escaleras.
Finalmente en el 2012 Becky con la ayuda de Gail Platt, David Platt y su hermana Kylie Turner se venga de Tracy el día de su boda revelándole a Steve y a todos sus amigos y familiares sus mentirs Steve impactado por haber creído las mentiras de Tracy le dice que nunca la amó y decide anular el matrimonio. Ese mismo día Becky se va a Barbados para iniciar una nueva vida con su nuevo novio Danny Stratton y el hijo de este, Billy Stratton. Aunque Steve intenta detenerla y decirle que se equivocó y que la ama, Becky decide irse dejando a Steve destruido.
Más tarde ese mismo año Hayley Cropper revela que Becky se comprometió con Danny.